# L. Tom Perry
Pour les articles homonymes, voir Perry.
Lowell Tom Perry est né le 5 août 1922 à Logan, dans l’Utah, et mort d'un cancer le 30 mai 2015 à Salt Lake City , aux États-Unis. Le 11 avril 1974, il est devenu apôtre de l’Église de Jésus-Christ des saints des derniers jours après la mort de Harold B. Lee. Il était le troisième plus ancien apôtre dans les rangs de l'Église, et en était également le membre le plus âgé.

## Jeunesse
L. Tom Perry est né de Leslie Thomas Perry et sa femme Nora Elsie Sonne. La petite ville de Perry en Utah est ainsi nommée du nom de l'ancêtre de L. Tom Perry, Gustavus Adolphus Perry et sa famille, qui ont été parmi les premiers à s'établir à cet endroit.
Depuis l'époque de sa naissance jusqu'à ses dix-huit ans, son père était l’évêque de leur paroisse de Logan. De 1942 à 1944 L. Tom Perry a servi en tant que missionnaire dans la Mission des États du Nord, dont le siège est à Chicago. Juste après le retour de sa mission, il s'est joint à l’armée des États-Unis, en particulier dans le  Corps des Marines des États-Unis. Il a fait partie des troupes américaines envoyées occuper le Japon après la guerre. Alors qu’il était à Nagasaki, L. Tom Perry a coordonné un groupe de Marines pour aider à la reconstruction d’une église protestante.

## Études et vie professionnelle
L. Tom Perry est diplômé de l'université d'État de l'Utah en 1949 avec un BS dans les affaires. Le premier emploi de L. Tom Perry fut dans le commerce de détail en l'Idaho. Il a ensuite été associé dans les affaires qui l'ont amené à Washington, en Californie, à New York et au Massachusetts. Il travaillait dans le commerce de détail à Boston, au Massachusetts, lorsqu’il est devenu un fan des Boston Red Sox, une équipe de baseball de la Ligue majeure de baseball. L. Tom Perry a lancé le premier pitch lors du match des Red Sox le 8 mai 2004.

## Premiers appels dans l’Église
En Idaho, L. Tom Perry a servi comme conseiller de l’évêque. Au fil des ans, il a servi à d'autres appels, y compris comme instructeur du séminaire. Il a également été président de Pieu à Boston.

## Autorité générale
L. Tom Perry est devenu Autorité générale en servant au poste d’assistant du Collège des douze apôtres en 1972. La mort de Harold B. Lee, président de l’Église, a provoqué une vacance parmi les Douze Apôtres lorsque Spencer W. Kimball, alors président du Collège des Douze Apôtres, est devenu président de l'Église. L. Tom Perry a été appelé membre du Collège des Douze Apôtres par Spencer W. Kimball le 6 avril 1974, et a ensuite été ordonné à l’office d’apôtre le 11 avril 1974.
En 2004, L. Tom Perry  a été appelé par Gordon B. Hinckley à servir comme président de l’interrégion d’Europe centrale de l'Église, dont le siège social est à Francfort, Allemagne, un poste normalement occupé par un membre des Soixante-dix, ce qui rend L. Tom Perry l'un des plus hauts responsables de l'Église à être toujours en poste loin de Salt Lake City. À ce titre, Perry a lancé un programme d’Institut plus actif mettant l'accent sur la satisfaction des besoins sociaux et intellectuels des jeunes adultes membres de l'Église.

## Famille
L. Tom Perry a épousé Virginia Lee dans le Temple de Logan  le 18 juillet 1947. Ils ont eu trois enfants, dont Lee Tom Perry.  Virginia décéda en 1974.  En 1976, L. Tom Perry épousa Barbara Dayton.